# 기본소생술

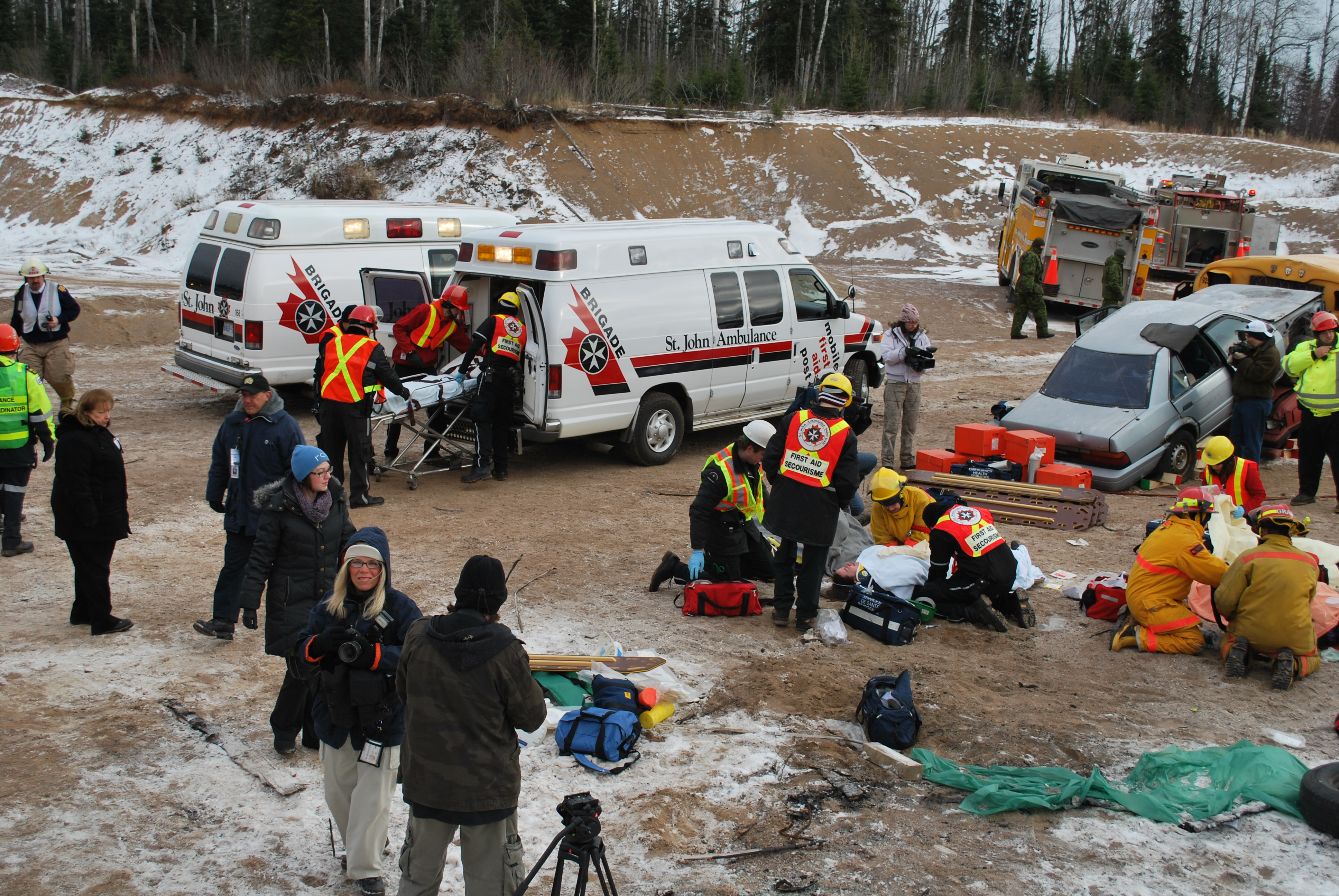

기본구급법(基本救急法, 영어: BLS, Basic Life Support) 또는 기본소생술(基本蘇生術)은 심폐소생술의 일종이다. 심정지 환자를 발견한 사람이 현장에서 의료기구를 사용하지 않고 심정지 확인, 119 신고, 기도 열기, 인공호흡, 가슴 압박 등의 기본응급처치를 시행하는 심폐소생술의 초기단계이다.
많은 국가에서 해당 국가의 전문 의료 기관이 공식화 한 BLS (Basic Life Support)를 제공하는 방법에 대한 지침을 가지고 있다. 가이드라인에는 심장 마비, 질식 및 익사와 같은 여러 조건을 관리하기 위한 알고리즘이 요약되어 있다. BLS는 마약이나 침습 기술의 사용을 포함하지 않으며, Advanced Life Support (ALS)의 제공과 대조될 수 있다. 소방관, 근위병 및 경찰은 종종 BLS 인증을 받아야 한다. BLS 기술은 데이 케어 제공자, 교사 및 보안 요원과 같은 많은 다른 직업에도 적합하다. 특히 병원과 구급차 운전사에서 일하는 사회 복지자같은 사람에겐 더욱 필요한 기술이다.
현장에서 제공되는 심폐 소생술은 더 높은 의료 응답자가 도착할 수 있는 시간을 늘리고 ALS 치료를 제공한다. BLS를 제공하는 중요한 진전은 자동 제세 동기 또는 AED 의 가용성이다. AED는 심정지의 경우 생존율을 높인다.
기본적인 생활 지원은 맑은 기도를 통해 호흡하는 것 외에도 적절한 혈액 순환을 촉진한다.
조직 전체, 특히 중요한 기관에 적절한 혈액 공급을 제공하여 몸 전체의 혈액 관류를 통해 모든 세포에 산소를 전달하고 신진 대사 폐기물을 제거한다. 기도 (Airway) : 가스 (주로 산소와 이산화탄소)가 폐와 대기 사이를 통과하는 명확한 통로의 보호와 유지, 호흡 :기도를 통한 폐 (호흡)의 팽창 및 수축 이러한 목표는 ABC 및 CAB과 같은 니모닉으로 체계화된다. 미국 심장 협회 (AHA)는 흉부 압박의 주요 중요성을 강조하기 위해 CAB를 지지한다.
건강한 사람들은 자체적으로 CAB를 유지한다. BLS는 질병 (의학적 응급) 또는 외상으로 인해 응급 상황에서 환자가 자신의 CAB를 확보하도록 돕거나 그렇게 할 수 없는 환자를 유지하는 데 도움을 준다. 기도의 경우, 환자의 기도를 수동으로 열어서 (헤드 틸트 / 턱 리프트 또는 턱 추력) 기도를 차단 해제 (특허) 하기 위해 경구 (비강 인두기도) 또는 비강 (비 인두기도) 부속물 삽입이 가능하다. 호흡에는 인공 호흡이 포함될 수 있으며 종종 비상 산소가 도움을 준다. 유통을 위해 여기에는 다음이 포함될 수 있다. 출혈 제어 또는 심폐 소생술 (CPR) 기법을 사용하여 수동으로 심장을 자극하고 펌프 작용을 돕는다.
미국 기본 생활 지원 미국의 응급 의료 서비스는 일반적으로 응급 의료 기술자 - 기본 (EMT-B)으로 확인된다. 그러나 미국 심장 협회의 BLS 프로토콜은 평신도, 학생과 다른 사람들이 첫 번째 반응자와 어느 정도는 더 높은 의료 기능 인력으로 인증받은 사람뿐 아니라 일반인도 사용할 수 있도록 고안되었다. 그것이 심정지, 호흡 정지, 익사 및 이물기도 폐쇄 (FBAO 또는 질식). EMT-B는 BLS 프로토콜에 국한된 최고 수준의 의료 서비스 제공자이다. 높은 의학 기능은 Advanced Cardiac Life Support 의 일부 또는 전부를 사용하며 (ACLS) 프로토콜과 BLS 프로토콜을 지원한다.